# Konnektor (nyelvészet)
A nyelvészetben használt konnektor fogalomnak nincs általánosan elfogadott meghatározása, és egységes elnevezése sincs annak, amit értenek alatta. Általánosan elfogadott a konnektorról csak az, hogy olyan nyelvi entitás, amely funkciója összekötni egymással nyelvi egységeket akármilyen szinten, legyen az egyszerű mondat, összetett mondat, bekezdés, diskurzus vagy szöveg, és hogy a nyelvi entitások egyik olyan kategóriája, amely hozzájárul a nyelvi egységek összetevőinek összetartásához.
A vélemények megoszlanak annak tekintetében, hogy mely egységeken belül működnek konnektorok, és hogy mely nyelvtani terminusokkal megnevezett nyelvi entitások (kötőszó, határozószó stb.) képeznek konnektorokat.

## Konnektorokként működő nyelvi entitások
Egyes nyelvészek nyílt halmaznak tekintik ezeket az entitásokat, melyek közül egyesek a halmaz markáns központi régióját alkotják. Ezek konnektorként való alkalmazhatósága egyértelmű. Egyéb entitások a halmaz perifériáján helyezkednek el, tekintettel a használatukban tapasztalható bizonytalanságokra, két- vagy többértelműségre. Ezeket alkalmi konnektoroknak lehet tekinteni. Megint más entitások kimondottan csak alkalmilag válnak konnektorokká, de az összes konnektorról megjegyzendő, hogy csak a nyelvhasználatban lesznek azzá. Az alábbiakban a konnektorokat a hagyományos grammatikában használt kategóriák szerint osztályozzuk.
Elsősorban a mellérendelő kötőszókat tekintik konnektoroknak, például és, vagy, de, tehát.
Egyes alárendelő kötőszókat is konnektoroknak tekintenek, pl. (angolul) because ’mert’, while ’miközben’, de másokat kizárnak ezek közül, pl. (franciául) que ’hogy’.
Konnektorok lehetnek egyes hagyományosan határozószóknak nevezett szavak is, az (angolul) conjuncts vagy conjunctive adverbs-nek, Csűry 2005 által „mondathatározók”-nak nevezettek: (angolul) so ’úgyhogy’, therefore ’ezért’, (angolul) however – nevertheless – (franciául) pourtant – (németül) allerdings ’mégis’.
Egyes, például francia grammatikákban locutions adverbiales „határozószó értékű szókapcsolatok”-nak, Csűry 2005 által pedig „állandósult szókapcsolatok”-nak nevezett entitások is lehetnek konnektorok, pl. ezzel szemben, (angolul) on the other hand ’másrészt’, (franciául) au contraire ’ellenkezőleg’, en somme ’összességében’.
Olyan mondategységszintű állandósult kifejezések is vannak, melyeknek lehet konnektori funkciója: (franciául) il est vrai que… ’igaz, hogy…’, cela dit… ’miután ezt leszögeztük…’, admettons que… ’tegyük fel, hogy…’, ce qui veut dire que… ’azaz…’, quoi qu’il en soit… ’elég az hozzá, hogy…, toujours est-il que… ’mindazonáltal…, ugyanakkor…’.
Megtalálható az a nézet is, hogy elöljárószók és elöljárószó értékű szókapcsolatok (melyek a magyarban névutóknak felelnek meg) is lehetnek konnektorok, főleg azok, amelyeket főnévi igenévvel vagy cselekvésnévvel használnak, ezek a szerkezetek ugyanis kötőszó + ige szerkezettel lehetnek azonos jelentésűek. Példák: (franciául) Grâce aux efforts que vous avez fournis, vous avez réussi ’Erőfeszítéseiteknek köszönhetően sikerült nektek’, À cause de la pollution, on ne peut plus pêcher dans cette rivière ’Elszennyeződése miatt már nem lehet halászni ebben a folyóban’.
Alkalmi konnektorok lehetnek például egyes határozószók. Ilyenek (franciául) maintenant (időhatározószói jelentése ’most’, konnektori jelentése ’na mármost’) vagy a toujours (időhatározószói jelentése ’mindig’). A utobbi konnektorként mondatban: Allons au bistro! On y sera toujours au chaud ’Gyerünk a kocsmába! Ott legalább melegben leszünk’.
Mindenféle mondatok is konnektorokká válhatnak bizonyos beszédhelyzetekben. Példa:
A: – Ez a Kati igazán csinos lány.
B: – Ez nem akadályozza meg abban, hogy pocsékul főzzön.
A kiemelt mondat alkalmi konnektor. Az egész mondat azonos jelentésű a – De milyen pocsékul főz! kötőszó adta konnektoros mondattal.
Prozódiai elem is lehet konnektor, mint például a felkiáltó hanglejtés a fenti mondatéval azonos jelentésű – Pocsékul főz! mondatban, de még nyelven kívüli elem is, mint egy gesztus vagy mimika.

## Konnektorokkal összekapcsolt nyelvi egységek
A fentiekből kitűnik, hogy egyes nyelvészek szerint a legkisebb konnektorokkal összeköthető nyelvi egységek az egyszerű mondatbeli mondatrészek. Ezek a konnektorok kötőszók és nyelvtől függően elöljárószók vagy névutók.
A mondatrészeknél összetettebb egységek összetett mondatbeli tagmondatok, melyeket kötőszók és egyes határozószók köthetnek össze. Szomszédos egyszerű mondatokat és összetett mondatokat párbeszédben és bekezdésben kötőszók, határozószók és ezeknél összetettebb entitások kötnek össze. Megjegyzendő, hogy egyes nyelvészek nem beszélnek konnektorokról a bekezdésnél kisebb egységek esetében.
Tekintetbe véve, hogy a legnagyobb nyelvi egység a diskurzus/szöveg, és hogy ezt alacsonyabb szintű egységek alkotják, az idáig említett szinteken a konnektorok a diskurzus/szöveg mikroszintű és mezoszintű szerkezetéhez járulnak hozzá. Ezeket a konnektorokat egyes szerzők (franciául) marqueurs de relation „kapcsolatjelzők”-nek vagy coordonnants „mellérendelők”-nek nevezik.
A diskurzus/szöveg makroszintű szerkezetéhez bekezdései közötti kapcsolatokat megvalósító konnektorok járulnak hozzá, melyeket egyes nyelvészek (franciául) organisateurs textuels „szövegszervezők”-nek neveznek. Ezek egy részét kapcsolatjelölők teszik ki. Például egy olyan elöljárószó értékű szókapcsolat, mint (franciául) grâce à ’köszönhetően’ nem szövegszervező, de például a donc ’tehát’ kötőszó, az ensuite ’majd’ határozószó, az en premier lieu ’elsősorban’ határozószó értékű szókapcsolat, az il est vrai que ’igaz hogy’ mondategységszintű kifejezés, valamint az alkalmi konnektorokat képező mondatok szövegszervezők.

## Konnektori funkciók
A konnektorok főfunkciója nyelvi egységek összekapcsolása, abból a célból, hogy hozzájáruljanak a diskurzus/szöveg nagyobb részeinek és egészének szerkezeti összetartásához.

### Szemantikai-logikai és szemantikai-pragmatikai funkciók
Egyes szerzők két viszonytípus szerint különböztetnek meg konnektorkategóriákat. A logikai konnektorok olyan nyelvi elemek, amelyek a formális logikában a konjunkciót (és), a diszjunkciót (vagy), az implikációt (ha…, akkor…) stb. fejezik ki, és ezek jelentésével azonos jelentésű nyelvi entitások. A logikai konnektorok ítéleteket kötnek össze, azaz olyan mondatokat, amelyeknek igazságértéket (igaz vagy hamis) lehet tulajdonítani. Azokat a konnektorokat, amelyek nem tartoznak ebbe a kategóriába, pragmatikai konnektoroknak nevezik. Ilyen például (angolul) a because ’mert’ kötőszó. Más vélemény szerint nem célszerű logikai és pragmatikai konnektorokat megkülönböztetni, mivel a logikaiaknak nevezettek nem mindig logikai értelemben vett ítéleteket kötnek össze, következésképpen konnektorokról általában lehet beszélni, amelyek funkciója szemantikai-logikai és szemantikai-pragmatikai viszonyok megvalósítása.

#### Mikro- és mezoszinten
Szemantikai-logikai és szemantikai-pragmatikai szempontból a konnektorok elsősorban mellérendelő viszonyokat valósítanak meg úgy, ahogy azokat a hagyományos grammatikákban határozzák meg a mellérendelő kötőszókkal kapcsolatban, de ilyeneket nem csak kötőszók valósítanak meg, és nem csak mondaton belül. Példák:
- kapcsolatos viszony: Tegnap elmentem az áruházba, és vettem magamnak egy kabátot.[16] (franciául) Internet est une source inépuisable d’informations. De plus, c’est un remarquable outil de communication. ’Az internet kimeríthetetlen információforrás. Emellett még jelentős kommunikációs eszköz is.’[6]
- ellentétes viszony: Az útlevelem rendben van, de nincs vízumom.[16] (franciául) Michel est d’accord avec le projet. Par contre, il refuse de travailler avec cette équipe ’Michel egyetért a tervvel. Azonban nem hajlandó ezzel a csapattal dolgozni.’;[5]
- választó viszony: Megjavíttatom az autómat, vagy veszek egy újat.[16] (franciául) Tout le monde a une métaphysique. Patente, latente. Je l’ai assez dit. Ou alors on n’existe pas. ’Mindannyiunknak van metafizikája. Nyilvános vagy rejtett. Elégszer mondtam már. Vagy ha nincs, akkor nem létezünk.’ (Charles Péguy);[17]
- következetető viszony: Imre megbetegedett, tehát nem jöhet velünk.[16] (angolul) There has been no rainfall for some time. The ground is therefore very dry. ’Valamennyi idő óta nem esett az eső. Ezért a talaj nagyon száraz.’[18]
- magyarázó viszony: Tavasszal alaposan fel kell újítani a töltéseket. Az őszi árvizek ugyanis megrongálták a gátakat a folyó igen hosszú szakaszán.[7]

Egyes grammatikákban okot kifejező mellérendelő viszonyról is van szó, miközben magyar és más grammatikákban ez alárendelő viszonynak számít: (angolul) He is happy, for it is raining ’Ő boldog, mert esik az eső.’ (franciául) Partons, car il se fait tard. ’Induljunk, mert későre jár.’
Másféle viszonyokat is kifejeznek konnektorok. Például Chartrand 1999 szerint (franciául):
- felsorolás: Internet est une source d’informations facilement accessible. Premièrement, de plus en plus de gens sont « branchés » au bureau ou à la maison. Deuxièmement, ces dernières années, une multitude de cafés Internet ont vu le jour, partout dans le monde. ’Az Internet könnyen elérhető információforrás. Elsősorban egyre több ember kapcsolódik rá irodájában vagy otthon. Másodsorban az utóbbi években Internet kávézók sokasága jelent meg mindenütt a világban.’;
- engedmény: La Toile est un outil de communication d’une rare efficacité. Bien sûr, il arrive parfois que le réseau soit débordé […] ’A Világháló különös hatékonyságú kommunikációs eszköz. Persze előfordul, hogy a hálózat túlterhelt […].’;
- összefoglalás: Bien qu’Internet soit perfectible et que la qualité des informations qu’on y retrouve laisse parfois à désirer, de plus en plus de gens […] en découvrent les multiples possibilités. En somme, l’inforoute demeure un merveilleux outil d’information et de communication. ’Bár az Internet tökéletesíthető, és a rajta található információk minősége olykor kívánni valót hagy maga után, egyre több ember […] fedezi fel számos lehetőségeit. Mindent összevetve az információs sztráda gyönyörű információs és kommunikációs eszköz.’;
- időbeli helyezkedés: En 2001, 46 % des Québécois naviguaient dans Internet mensuellement. On peut maintenant présumer que la moitié des Québécois visitent la Toile fréquemment. ’2001-ben a québec-iek 46%-a böngészett az Interneten havonta. Jelenleg feltételezhető, hogy a québec-iek fele gyakran látogatja a Világhálót.’

Ezeken kívül is vannak konnektorok által kifejezett viszonyok, például Čirgić 2010 szerint:
- térbeli helyezkedés: Ušli su u jednu sobicu na kraju hodnika. Onđe nije bilo ničega. ’Bementek egy szobácskába a folyosó végén. Ott nem volt semmi.’;
- mód: Obilazio je pogon triput dnevno. Tako je mogao imati uvid u sve što se događa. „Háromszor naponta járta be az üzemet. Ilyképpen betekintése lehetett mindenre, ami történik.”;
- cél: Hoćahu da obiđu sve glavne gradove južne Evrope. S tom namjerom krenuše na put krajem prošle neđelje. ’Dél-Európa mindegyik fővárosában akartak járni. Ezzel a céllal indultak el a múlt héten.’;
- feltétel: Ljekove nikako ne smijete prestati uzimati. U tome slučaju bilo bi uzaludno sve što smo dosad napravili. ’Semmi esetre se hagyja abba a gyógyszerek bevételét. Ilyen esetben hiábavaló lenne minden, amit eddig tettünk.’;
- kizárás: Svi su bili onđe već u osam. Samo se on pojavio tek poslije devet. ’Mindenki ott volt már nyolc órakor. Csak ő jelent meg kilenc után.’;
- nyomatékossá tevés: Mislim da je krajnje vrijeme za odlazak. Štoviše trebali smo otići i prije. ’Azt hiszem, nagyon itt az ideje a távozásnak. Sőt, már előbb kellett volna elmennünk.’

#### Makroszinten
Ezen a szerkezeti szinten szövegszervezők működnek, átmenetet biztosítva a diskurzus/szöveg részei (bekezdései) között. Főleg e részek elején állnak, és a gondolatok sorrendjét és progresszióját jelzik többnyire érvelő diskurzusban. Például az első bekezdés megnevezi a diskurzus témáját, és megfogalmaz róla egy tételt. A második bekezdés, amely olyan kifejezésekkel kezdődhet, mint (franciául) D’abord,… ’Előszöris…’ vagy Premièrement,… ’Elsősorban…’, megfogalmazza az első érvet. A harmadik bekezdés például azzal kezdődvé, hogy Ensuite,… ’Aztán meg…’ vagy Deuxièmement,… ’Másodszorban…’ a második érvet fogalmazza meg. A negyedik bekezdés esetleg engedményt fogalmaz meg azzal, hogy a Bien sûr,… ’Persze…’ kifejezéssel kezdődik, amelyet elutasíthat egy Mais… ’De…’ vagy Cependant,… ’Mégis…’ kezdetű mondattal. Az utolsó bekezdés következtetést tartalmaz, és olyan kifejezéssel kezdődhet, mint En somme,… ’Mindent összevetve…’ vagy En conclusion,… ’Következésképpen…’
A szövegszervezők teljesen alkalmiak is lehetnek. Tipológiájuk részben a kapcsolatjelzőkével azonos. Vannak a következőkre vonatkozók (franciául):
- idő: ensuite ’majd, azután’, au cours du XXe siècle ’a 20. század folyamán’;
- tér és hely: à côté ’mellette’, au bord de la rivière ’a folyó partján’;
- felsorolás vagy sorrend: pour commencer ’kezdetben’, enfin ’végül’;
- magyarázás vagy indoklás: autrement dit ’más szavakkal’, pour cette raison ’ezért’;
- rangsorolás: surtout ’főleg’, par-dessus tout ’mindenekelőtt’;
- ellentét és megengedés: au contraire ’ellenkezőleg’, certes ’persze’;
- következtetés: en somme ’mindent összevetve’, en conclusion ’következésképpen’.

Olyan szövegszervezők is vannak, olykor teljes mondat alakjában, amelyek nem léteznek kapcsolatjelzőkként is. Többségük ugyancsak bekezdés elején van. Példák egy mondából: (franciául) Une vingtaine d’étés durant,… ’Húsz nyáron át…’, Elle était toute jeune encore… ’Még nagyon fiatal volt…’, Depuis que le vieillard était disparu,… ’Amióta az öregember eltűnt,…’, Tous les jours, l’été, lorsque le soleil commençait à baisser,… ’Nyáron, minden nap, amikor a nap lemenőben volt…”, Cet automne-là,… ’Azon az őszön…’, Et puis un soir,… ’Majd egy estén…’

### Egyéb funkciók
Összekapcsolásokon kívül a diskurzus/szöveg részeinek összetartásához a diskurzuson belüli visszautalások (anafora) és előreutalások (katafora), valamint a diskurzuson kívüli realitás elemeire utalások (deixis) is hozzájárulnak.
Egyes szerzők úgy vélik, hogy ezek egyes konnektorok mellékfunkciói anélkül, hogy konnektoroknak tekintenék az összes anaforikus, kataforikus és deiktikus nyelvi entitást. Például a (franciául) pour cette raison ’emiatt’ vagy ceci dit ’most, hogy ezt elmondtam’ konnektorok ugyanakkor anaforikus entitások is, arra utalva vissza, ami közvetlenül előttük volt elmondva/leírva.
Más szerzők a konnektorok közé sorolnak olyan nyelvi entitásokat is, amelyeknek csak anaforikus vagy kataforikus funkciójuk van. Példák:
- személyes névmás: (franciául) Ce peintre est très admiré; il a exposé ses œuvres dans plusieurs pays. ’Ezt a festőt nagyon csodálják; (ő) több országban is kiállította műveit.’ (anafora);[24]
- mutató névmás: Ezt kóstold meg! Ilyen jó halászlét még nem ettél. (katafora);[7]
- határozott névelő: Tegnap hárman kértek szállást a fogadóban. A vendégek két napig maradtak. (anafora).[7]

## Kapcsolódó szócikk
- Diskurzus